# Avril 1858

## Événements
- 15 avril : traité Cañas-Jerez entre le Costa Rica et le Nicaragua.
- 22 avril : manifestation à New York pour la « République mondiale ». Elle rassemble environ 5 000 personnes, dont de nombreux républicains européens exilés après la vague révolutionnaire de 1848 et des démocrates américains.
- 26 avril, France : inauguration de la voie ferrée Paris - Mulhouse.
- 29 avril : le Portugal abolit l'esclavage.

## Naissances
- 12 avril : Jean Granaud, agriculteur, homme politique et chevalier de la légion d'honneur († 1934)
- 15 avril : Émile Durkheim, sociologue français († 1917)
- 23 avril : Max Planck, physicien allemand, prix Nobel en 1918 († 1947).